# Batalla de Beaugency
La batalla de Beaugency (también conocida como batalla de Villorceau-Josnes) se libró entre el 16 y 17 de junio de 1429 y representa la tercera de las victorias de Juana de Arco en su campaña para liberar el valle del Loira en el verano de ese año. Destinada a asegurar un estratégico puente, Beaugency forma parte del último segmento de la guerra de los Cien Años.

## Antecedentes
Juana de Arco emprendió las operaciones para recapturar el valle del río Loira después de conseguir liberar Orleans del sitio al que estaba sometida. El estratégico valle, así como los puentes que cruzan el río, estaban en manos de los ingleses desde hacía tiempo, y era vital para Francia recuperarlos. 
La campaña del Loira representó, además, la primera operación militar ofensiva y decidida ejecutada por los franceses en el curso de una generación.
La ciudad era de una gran importancia porque, al igual que Jargeau, controlaba el puente sobre el río. Estaba ubicada en la ribera norte, y hacía años que los ingleses la habían conquistado, utilizándola como base para una posterior ofensiva en el sur de Francia.
La decisión de Juana de atacar el valle para conquistar los puentes estaba destinada a asegurar el tráfico, los suministros y las comunicaciones entre el sur y el norte de Francia con vistas a futuros ataques contra las zonas ocupadas por el enemigo.

## Campaña del Loira
La campaña del Loira tuvo cinco partes o fases, siendo la primera la liberación y levantamiento del sitio de Orleans. Luego Juana obtuvo tres rápidas victorias seguidas (Jargeau, Meung-sur-Loire y Beaugency), para culminar con el éxito decisivo de Patay.
El principal puente de la región (en Orleans) había sido destruido por los ingleses al comprender que Juana les levantaría el sitio, por lo que los demás se habían convertido en prioridad indiscutible. Los éxitos cosechados en las tres ciudades costeras renovaron la confianza y las esperanzas francesas que condujeron luego a las ofensivas contra Reims y París. La agresividad de Juana dejó como saldo innumerables muertos, heridos o prisioneros entre los más capacitados y competentes jefes ingleses, y diezmó considerablemente sus temibles fuerzas de arqueros armados con longbows (arco largo inglés).

## Richemont

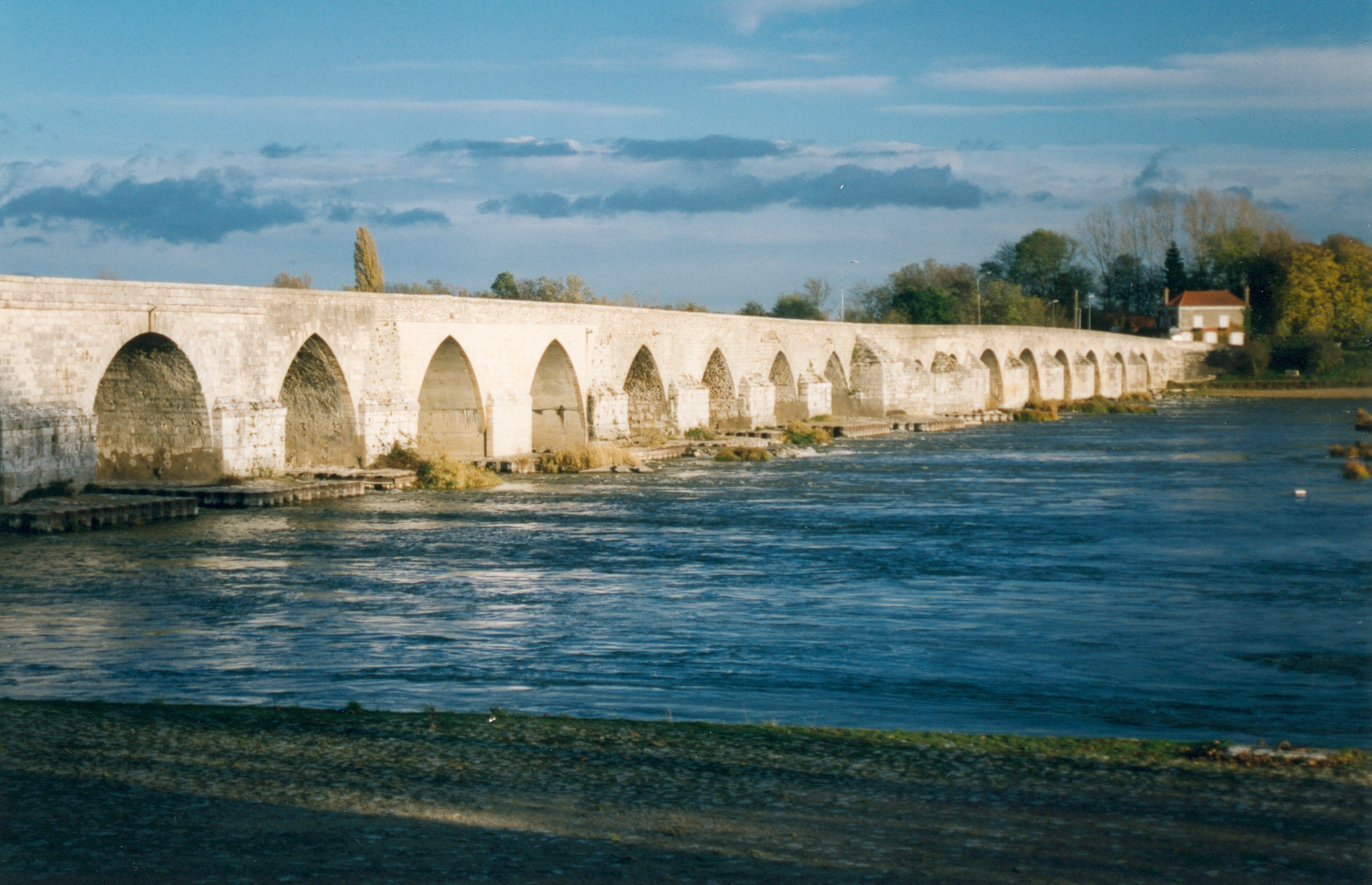
El puente en disputa, perfectamente conservado.

El condestable Arturo de Richemont, que había luchado contra los ingleses, luego a favor de ellos y ahora estaba cayendo en desgracia en la corte, principalmente a causa de su enemistad con el duque Juan II de Alençon, reunió una importante fuerza de más de 1000 caballeros fuertemente armados y se dirigió hacia el valle del río para prestar auxilio a Juana, que tenía graves problemas de reclutamiento.
A pesar de las murmuraciones de Alençon en contra de Richemont, Juana aceptó su ayuda. Esta decisión le costaría muy cara: en efecto, tiempo después, Juana misma caería a su vez en desgracia por haber confraternizado con un enemigo de la corte como Arturo.

## Comandantes
Por la parte inglesa, el comandante encargado de defender Beaugency fue el Conde de Shrewsbury.
Juana de Arco, como queda dicho, mandaba el ejército francés. La seguían en la cadena de mando Jean II d'Alençon y Arturo de Richemont. Bajo ellos se encontraban los capitanes Gilles de Rais, Jean Poton de Xaintrailles y Etienne de Vignoles (llamado La Hire).

## La batalla

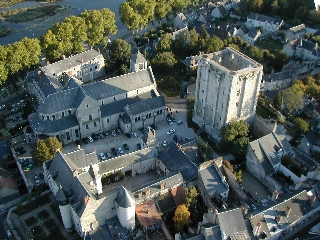
El castillo de Beaugency, hoy. Compárese la torre cuadrada (arriba a la derecha) con el dibujo antiguo que encabeza este artículo.

Quebrando los códigos normales en las guerras de asedio medievales, Juana no atacó las fortificaciones enemigas (castillo y ciudad) de Meung-sur-Loire luego de adueñarse del puente. En lugar de ello, atacó la ciudad vecina de Beaugency al día siguiente, que, al revés que la otra ciudad, tenía sus fortificaciones dentro de la ciudad y no rodeándola. El castillo con su enorme torre aún se conserva y muestra una imponente imagen de fuerza y resistencia.
Apenas comenzado el ataque de la Doncella de Orleans, los ingleses, superados en número, se refugiaron en la torre cuadrada. Como solía hacerlo, Juana los atacó con fuego graneado de artillería. Para su suerte, Richemont y su millar de guerreros llegaron esa misma tarde.
Al percibir que otra gran fuerza enemiga de apoyo se aproximaba, Talbot comenzó a pensar en rendirse. Los comandantes franceses también habían recibido informes de inteligencia que decían que otra fuerza de apoyo —esta vez inglesa— venía desde París al mando de sir Juan Fastolf para ayudar a levantar el sitio, lo que también los inclinaba a aceptar una rendición rápida. 
El momento oportuno al fin llegó, evitando una apocalíptica confrontación entre Richemont y Fastolf en campo abierto, mientras Alençon y Juana luchaban contra Talbot en las murallas. 
El comandante inglés ofreció rendirse, lo que fue aceptado por Alençon. Los jefes franceses extendieron a los sobrevivientes ingleses salvoconductos para abandonar la región.
Ya libre de enemigos a su espalda, Juana hizo que sus tropas volvieran grupas y se dirigió de inmediato a atacar a los ingleses —esta vez en campo abierto— en lo que sería la decisiva Batalla de Patay.